# Lô tô

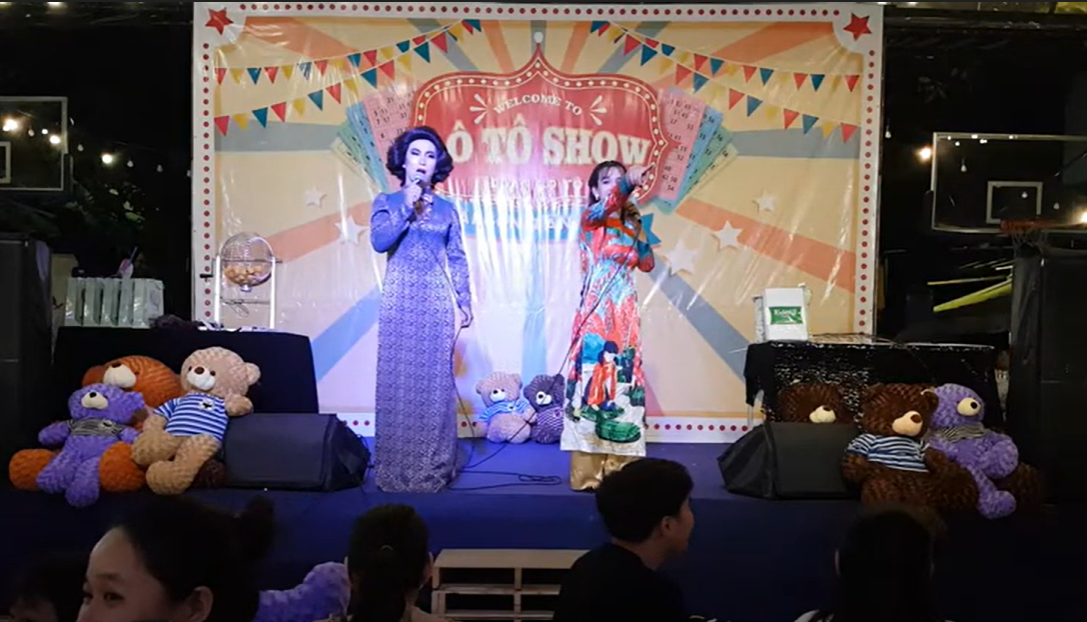
Một gánh hát lô tô tại Việt Nam.

Lô tô là một trò chơi may rủi dạng xổ số ở Việt Nam với nhiều yếu tố văn nghệ ảnh hưởng từ bài chòi, trong đó mỗi người chơi phải chờ được kêu những con số sao cho khớp với con số trên tấm vé của mình. Người quản trò lô tô (thường là nam cải trang thành nữ) sẽ bốc ngẫu nhiên các con số trong lồng cầu hoặc túi nhựa, sau đó sẽ hát một bài hát sao cho từ cuối cùng của bài hát đồng âm với con số được kêu.
Lô tô cũng được xem là một dạng đánh bạc, xổ số đồng thời cũng là loại hình giải trí văn hóa dân gian. Trò chơi này được phát triển rộng rãi ở cả miền Nam và đạt giai đoạn cực thịnh trong thập niên 1980 của hình thức chơi tương tự như trò bingo 90 (phiên bản ở Anh).
Hiện nay, lô tô đã gần như trở thành nét văn hóa dân gian của người dân Nam Bộ vào mỗi dịp Tết Nguyên Đán. Hình thức này, cũng đã được xuất hiện dưới dạng các gánh hát lô tô, một sân khấu biểu diễn của những người thuộc cộng đồng LGBT ở Việt Nam.

### Du nhập vào Việt Nam

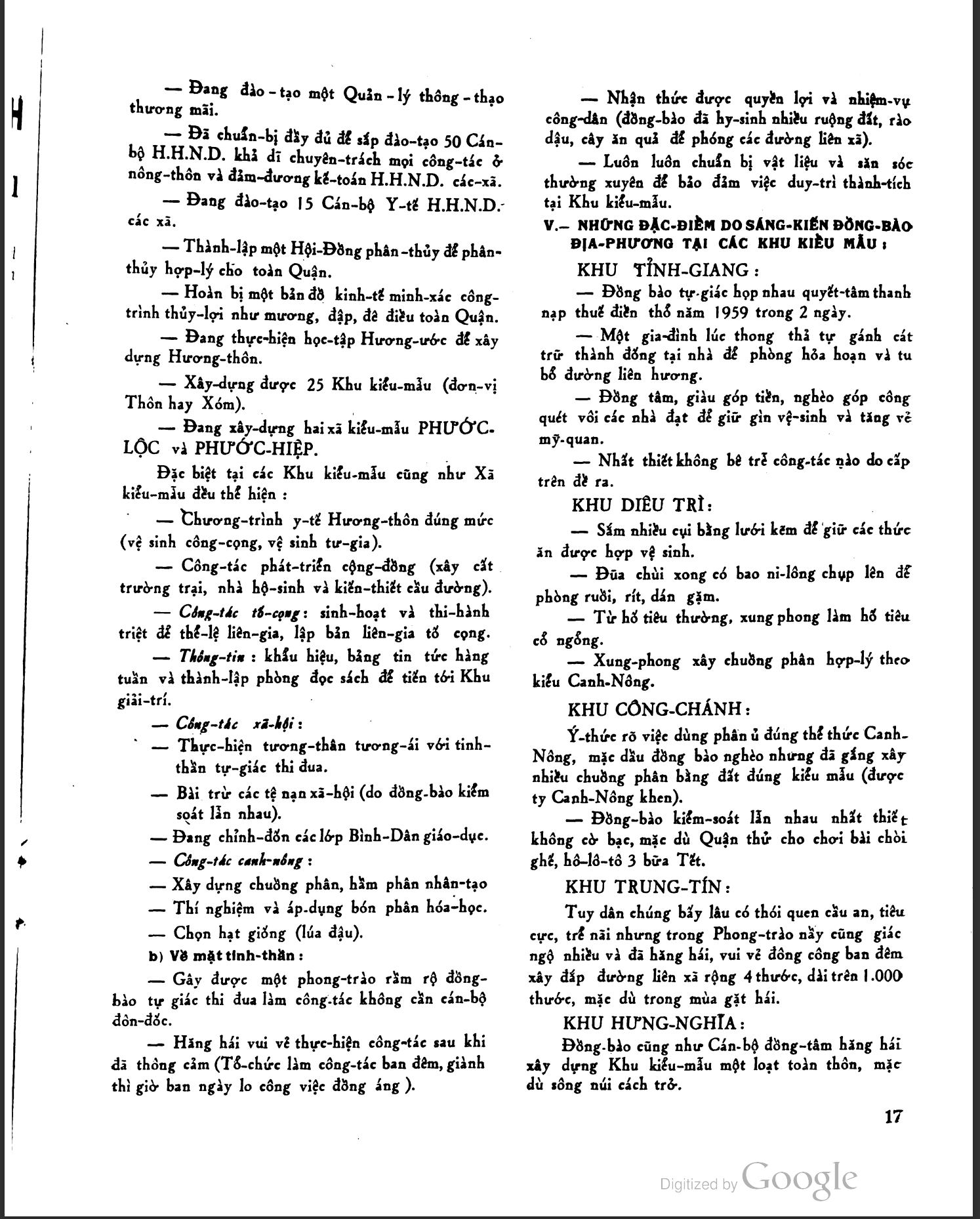
Tờ nội san Hợp-tác và Nông-tín, xuất bản tháng 4 năm 1960, có đề cập đến việc phòng chống cờ bạc trong đó có lô tô (Cột bên phải, dưới mục Khu Công-chánh).

## Cách chơi

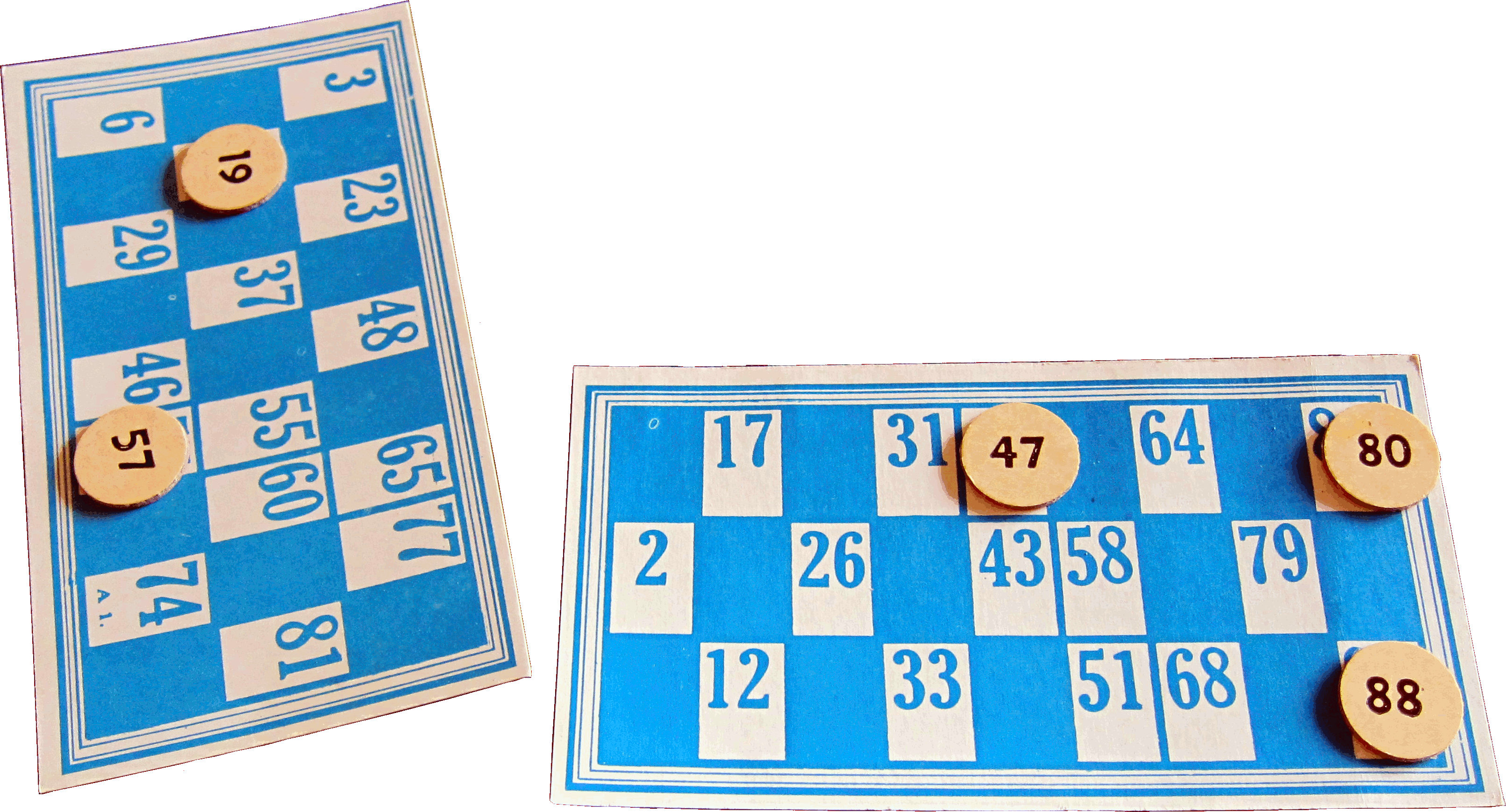
Một tờ chơi lô tô (Bingo 90) điển hình với sự đánh dấu những con số đã được gọi ra. Khi số trong một hàng được gọi ra hết là thắng

### Bảo tồn

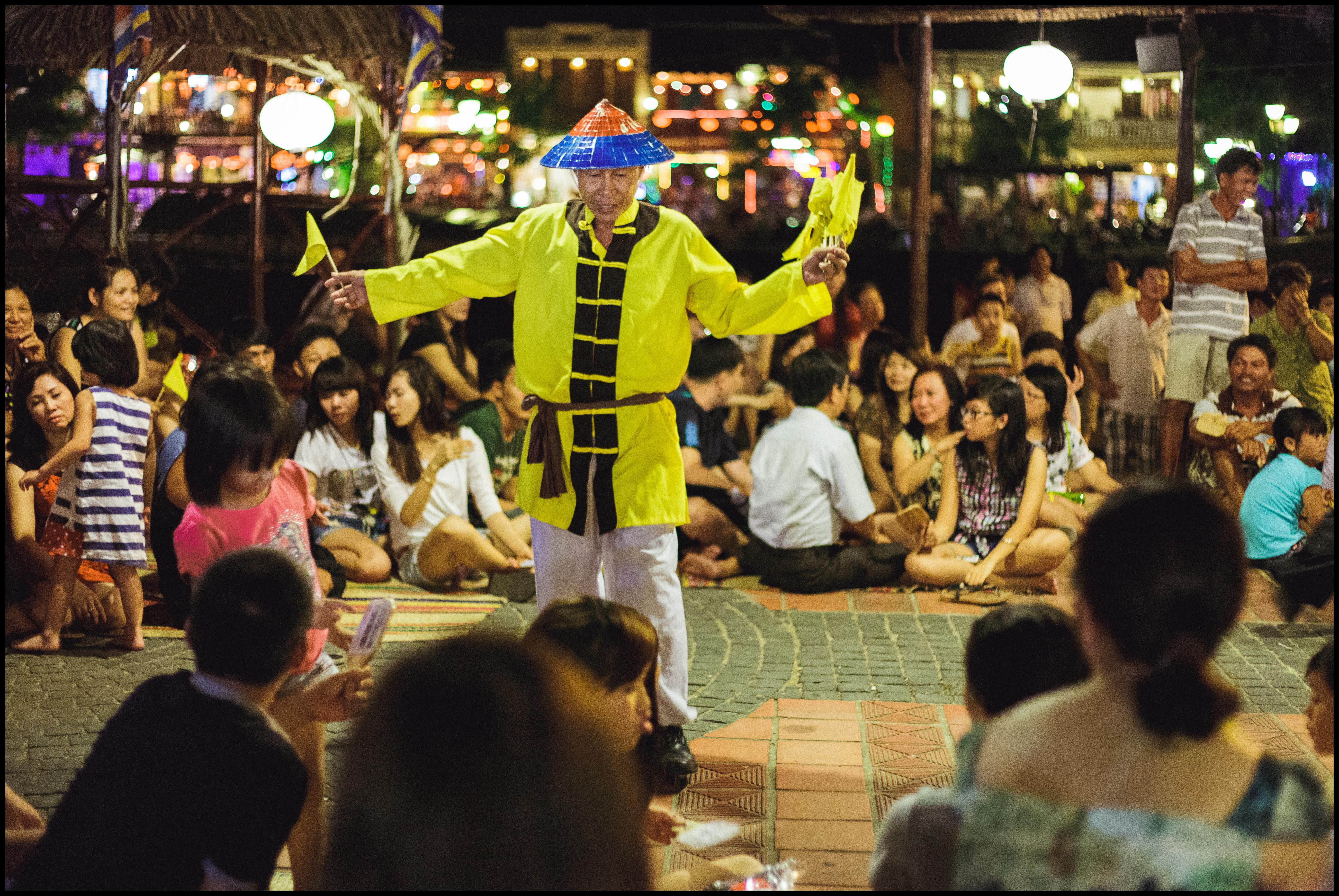
Chơi lô tô bình dân ở Hội An

## Lịch sử